# Charles Swithinbank
Charles Swithinbank född 1926 i Pegu, Burma (Myanmar), död 2014, var en brittisk glaciolog och polarforskare.

## Biografi
Swithinbank fick sin skolutbildning i Bryanston och vid Pembroke College i Oxford. Åren 1944-46 tjänstgjorde han som löjtnant på minsvepare och hangarfartyg i engelska flottan. År 1947 deltog han i en universitetsexpedition till Vatnajökul på Island samt året därpå i en till Gambia. Han fullbordade studierna i Oxford sommaren 1949.
Swithinbank tjänstgjorde vid Maudheim som Maudheimexpeditionens andreglaciolog. Under denna gjorde han, tillsammans med Peter Melleby och Gordon de Quetteville Robin, en 2½ månaders expedition med snövessla från oktober 1951 ner till 74,3°S; 2710 m över havet, ungefär 620 km från Maudheim. De finutvecklade under expeditionen en metod att mäta isens tjocklek med hjälp av ljudmätningar efter sprängningar i isen, "seismisk lodning", och fick en första orienterande kartläggning av is- och underliggande markförhållandena på Antarktis.
Efter återkomsten från Maudheimexpeditionen fortsatte Swithinbank med polarforskning både i Arktis och Antarktis som glaciolog i samarbete med både amerikanska och sovjetiska forskare. Efter pensionering involverades han i kartläggningsprojekt av Antarktis med satellit.
Swithinbank skrev fyra böcker, varav en om livet med övervintring på den sovjetiska antarktisstationen  samt över hundra publicerade artiklar.
Swithinbank var en av de sista överlevande deltagarna från Maudheimexpeditionen och han intervjuades år 2012 av Sveriges radio.